# فینال جام یوفا ۲۰۰۶

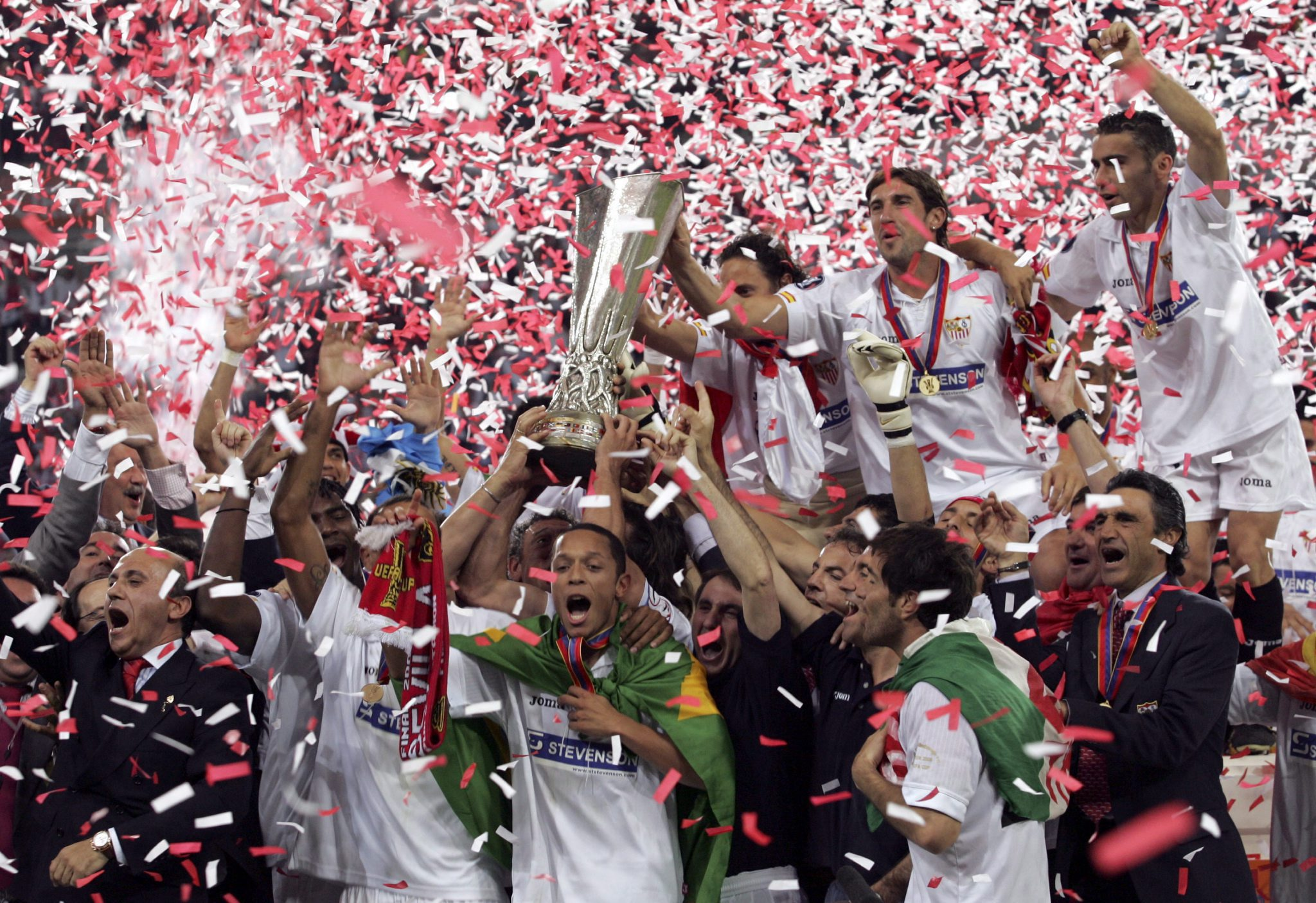
جشن قهرمانی «سویا» بعد از بازی فینال جام یوفا ۲۰۰۶

فینال جام یوفا ۲۰۰۶، رقابت پایانی جام یوفا در سال ۲۰۰۶ میلادی است که مابین دو تیم باشگاه فوتبال سویا و باشگاه فوتبال میدلزبورو برگزار شده‌است.
این مسابقه که در تاریخ ۱۰ مه ۲۰۰۶ انجام شده‌است با نتیجه ۴ بر ۰ به سود تیم باشگاه فوتبال سویا به پایان رسید.